# Емброуз Головач
Емброуз Головач (англ. Ambrose Holowach; 22 липня 1914, Едмонтон, Альберта, Канада — 27 лютого 1993, Едмонтон, Альберта, Канада) — канадський бізнесмен, ветеран Другої світової війни, член канадського парламенту та Законодавчих зборів Альберти. Мав українське походження.

## Родина
Емброуз народився 22 липня 1914 року в Едмонтоні. Був сином Семюела Головача, що походив з Галичини, та Джозефін Дворнік. В Едмонтоні Семюел, батько Емброуза, займався пральним бізнесом. Мав сестер Мері (1909—1982) та Джин (1917—2017), братів Вальтера (1910—2008) та Сильвестра (1920—1992).

## Федеральна політична кар'єра
Уперше Головач брав участь у виборах до Палати громад Канади у списку Соціальної кредитної партії в 1949 році. Тоді він зазнав поразки від кандидата з Ліберальної партії Альберта Фредеріка Макдональда.
У 1953 році Головач заново боровся за місце в Палаті громад і цього разу переміг Макдональда. Членом Палати громад він був до 1958 року, коли його на виборах переміг кандидат від Прогресивно-консервативної партії Вільям Скорейко, який також мав українське походження.

## Провінційна політична кар'єра
Перед боротьбою за місце в Палаті громад 1952 року Головач брав участь у виборах до Законодавчих зборів Альберти. Проте тоді він поступився іншому кандидатові — Едгарові Гергардові.
Ще одну спробу стати членом Законодавчих зборів провінції він зробив після втрати місця в Палаті громад. Він був обраний до зборів від виборчого округу Едмонтон-Центр у 1959 році. 1962 року прем'єр Ернест Меннінг призначив Головача членом Виконавчої ради Альберти на посаді провінційного секретаря. 1964 року він привернув багато уваги, заявивши у Законодавчих зборах, що Альберта не потребує окремого прапора. Незадовго до виборів 1971 року тодішній прем'єр Гаррі Стром призначив Головача міністром культури, молоді та рекреації.
На виборах 1971 року обирався від округу Едмонтон-Гайлендс, проте поступився кандидатові від Прогресивно-консервативної партії Девіду Томасу Кінгу. 1975 року він знову зазнав поразки від Кінга на виборах.